# Riade
Riade (em árabe: الرياض‎, transliterada Ar-Riyāḍ, pronúncia em árabe do Négede: [er.rɪˈjɑːdˤ]; literalmente "os jardins") é a capital e maior cidade da Arábia Saudita. É igualmente a capital da província de Riade e pertence às regiões históricas de Négede e Iamama. Situa-se no centro da península Arábica, num grande oásis, e é habitada por mais de 4 260 000 pessoas, sendo que sua região metropolitana abriga aproximadamente 7 milhões.
A cidade está dividida em 15 distritos municipais, governados pela câmara municipal de Riade, liderada pelo presidente da câmara de Riade e pela Autoridade de Desenvolvimento de Riade, chefiada pelo governador da província de Riade, o príncipe Salman bin Abdulaziz.
A cidade situa-se a cerca de 400 quilómetros do golfo Pérsico. É o centro administrativo, cultural e financeiro do reino. Apesar de estar localizada numa zona árida, há registro de precipitações esporádicas.

## História

### Pré-islã
Durante a era pré-islâmica,o sítio era chamado Hajer (em árabe: حجر), e teria sido fundada pela tribo dos Bani Hanifa. Hajer serviu como a capital da província de Iamama, cujos governadores eram responsáveis pela maior parte da Arábia Central e Oriental durante os califados Omíada e Abássida. Iamama rompeu com o Império Abássida em 866 e a área ficou sob o domínio dos ucaidiritas, que mudaram a capital de Hajer para a vizinha Al Kharj. A cidade então entrou em um longo período de declínio. No século XIV, um viajante norte-africano chamado ibne Batuta escreveu sobre sua visita a Hajer, descrevendo-a como "a principal cidade de Iamama, e seu nome é Hajer".[carece de fontes?]
Ibne Batuta passa a descrevê-la como uma cidade de canais e árvores com a maioria de seus habitantes pertencentes a Bani Hanifa, e relata que ele continuou com o seu líder a Meca para realizar o Haje.[carece de fontes?]
Mais tarde, Hajer dividiu-se em vários assentamentos e propriedades distintas. O mais notável destes foram Migrim (ou Mucrim) e Mical, embora o nome Hajer continuou a aparecer na poesia popular local. A primeira referência conhecida a área pelo nome Riade vem de um cronista do século XVII em relatórios sobre um evento acontecido em 1590. Em 1737, ibne Dauas, um refugiado da vizinha Manfua, tomou o controle de Riade. Ibne Dauas construiu uma única parede para cercar os diferentes bairros de Riade, tornando-os efetivamente uma única cidade.[carece de fontes?]

### Três Estados Sauditas
Em 1744, Maomé ibne Abdal Uaabe formou uma aliança com Muhammad ibn Saud, o governador da cidade vizinha de Diriyah. Ibn Saud, em seguida, partiu para a conquista da região circundante, com o objetivo de trazê-la a seu o domínio, com o objetivo maior de criar um único Estado islâmico. Ibne Dauas de Riade liderou a resistência mais acirrada, aliado com as forças de Al Kharj, Al Ahsa e  Banu Yam,do clã de NNajrã.[carece de fontes?]
No entanto, ibne Dauas fugiu e Riade capitulou aos sauditas em 1774, terminando os longos anos de guerras, que deram origem à declaração do Primeiro Estado Saudita.[carece de fontes?]

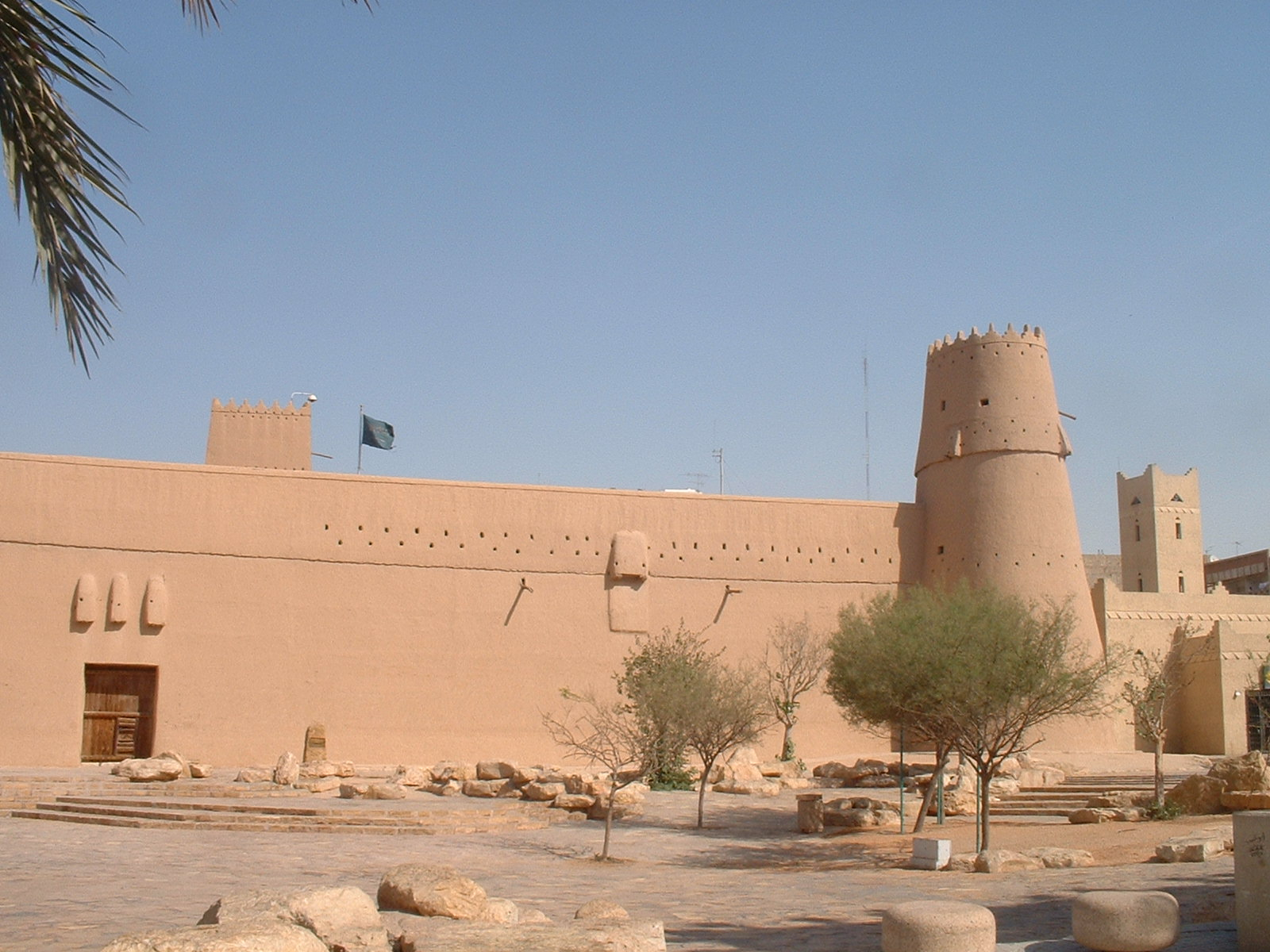
Castelo de Al Masmak

O primeiro Estado Saudita foi destruído por forças enviadas por Muhammad Ali do Egito, agindo em nome do Império Otomano. As forças Otomanas arrasaram a capital da Arábia, Diriyah, em 1818. Em 1823, Turki Ibn Abdallah, o fundador do Segundo Estado Saudita, reavivou o estado e escolheu Riade como a nova capital.Lutas internas entre os netos de Turki levaram à queda do Segunda Estado Saudita em 1891 pelas mãos de Al Rashid,o clã rival, que governou a cidade de Ha'il. Riade próprio caiu sob o domínio dos Al Rashid em 1865.O castelo de al-Masmak data deste período.[carece de fontes?]
A cidade foi recapturada em 1902 dos Al Rashid pelo rei Abdulaziz Ibn Saud Foi ele quem estabeleceu o moderno reino da Arábia Saudita em 1932, quando Riade se tornou a capital da nação.[carece de fontes?]

## Geografia
A cidade experimentou um altíssimo crescimento desde seus 150 000 habitantes nos anos 1960 até chegar nos atuais 7 milhões.[carece de fontes?]
No verão as temperaturas são muito altas, de aproximadamente 50 graus Celsius. A temperatura máxima média em julho é de 43,5 °C. Os invernos são amenos com noites frias e ventosas. O clima geral é árido, recebendo muito pouca chuva. Também é conhecido por ter muitas tempestades de poeira. A poeira é tão densa que a visibilidade é inferior a 10 metros.
| Dados climatológicos para Riade (1985-2010)                                                                                                 | Dados climatológicos para Riade (1985-2010) | Dados climatológicos para Riade (1985-2010) | Dados climatológicos para Riade (1985-2010) | Dados climatológicos para Riade (1985-2010) | Dados climatológicos para Riade (1985-2010) | Dados climatológicos para Riade (1985-2010) | Dados climatológicos para Riade (1985-2010) | Dados climatológicos para Riade (1985-2010) | Dados climatológicos para Riade (1985-2010) | Dados climatológicos para Riade (1985-2010) | Dados climatológicos para Riade (1985-2010) | Dados climatológicos para Riade (1985-2010) | Dados climatológicos para Riade (1985-2010) |
| Mês | Jan                                         | Fev                                         | Mar                                         | Abr                                         | Mai                                         | Jun                                         | Jul                                         | Ago                                         | Set                                         | Out                                         | Nov                                         | Dez                                         | Ano                                         |
| --- | ------------------------------------------- | ------------------------------------------- | ------------------------------------------- | ------------------------------------------- | ------------------------------------------- | ------------------------------------------- | ------------------------------------------- | ------------------------------------------- | ------------------------------------------- | ------------------------------------------- | ------------------------------------------- | ------------------------------------------- | ------------------------------------------- |
| Temperatura máxima recorde (°C) | 31,5                                        | 34,8                                        | 38,0                                        | 42,0                                        | 45,1                                        | 47,2                                        | 48,0                                        | 48,7                                        | 45,0                                        | 41,0                                        | 38,0                                        | 31,0                                        | 48,0                                        |
| Temperatura máxima média (°C) | 20,2                                        | 23,4                                        | 27,7                                        | 33,4                                        | 39,4                                        | 42,5                                        | 43,5                                        | 43,6                                        | 40,4                                        | 35,3                                        | 27,8                                        | 22,2                                        | 33,3                                        |
| Temperatura média (°C) | 14,4                                        | 17,3                                        | 21,4                                        | 26,9                                        | 32,9                                        | 35,7                                        | 36,8                                        | 36,7                                        | 33,5                                        | 28,4                                        | 21,5                                        | 16,3                                        | 26,8                                        |
| Temperatura mínima média (°C) | 9,0                                         | 11,2                                        | 15,2                                        | 20,4                                        | 25,9                                        | 28,0                                        | 29,3                                        | 29,2                                        | 25,9                                        | 21,2                                        | 15,5                                        | 10,6                                        | 20,1                                        |
| Temperatura mínima recorde (°C) | −2,2                                        | 0,5                                         | 4,5                                         | 11,0                                        | 18,0                                        | 16,0                                        | 23,6                                        | 22,7                                        | 16,1                                        | 14,0                                        | 7,0                                         | 1,4                                         | −2,2                                        |
| Precipitação (mm) | 12,5                                        | 8,0                                         | 24,0                                        | 28,0                                        | 4,9                                         | 3,0                                         | 3,7                                         | 4,0                                         | 0,1                                         | 0,2                                         | 0,9                                         | 14,6                                        | 103,9                                       |
| Dias com precipitação | 6,1                                         | 4,3                                         | 9,4                                         | 11,3                                        | 3,3                                         | 0,0                                         | 0,1                                         | 0,2                                         | 0,0                                         | 0,5                                         | 3,3                                         | 6,3                                         | 44,8                                        |
| Umidade relativa (%) | 47                                          | 36                                          | 32                                          | 28                                          | 17                                          | 11                                          | 10                                          | 12                                          | 14                                          | 20                                          | 36                                          | 47                                          | 26                                          |
| Insolação (h) | 212,4                                       | 226,6                                       | 219,8                                       | 243,3                                       | 287,7                                       | 328,2                                       | 332,1                                       | 309,2                                       | 271,6                                       | 311,4                                       | 269,2                                       | 214,3                                       | 3 224,8                                     |
| Fonte: «Jeddah Regional Climate Centre South West Asia». Consultado em 21 de julho de 2018. Arquivado do original em 11 de dezembro de 2016 |                                             |                                             |                                             |                                             |                                             |                                             |                                             |                                             |                                             |                                             |                                             |                                             |                                             |
| Fonte 2: |                                             |                                             |                                             |                                             |                                             |                                             |                                             |                                             |                                             |                                             |                                             |                                             |                                             |

### Municípios e distritos

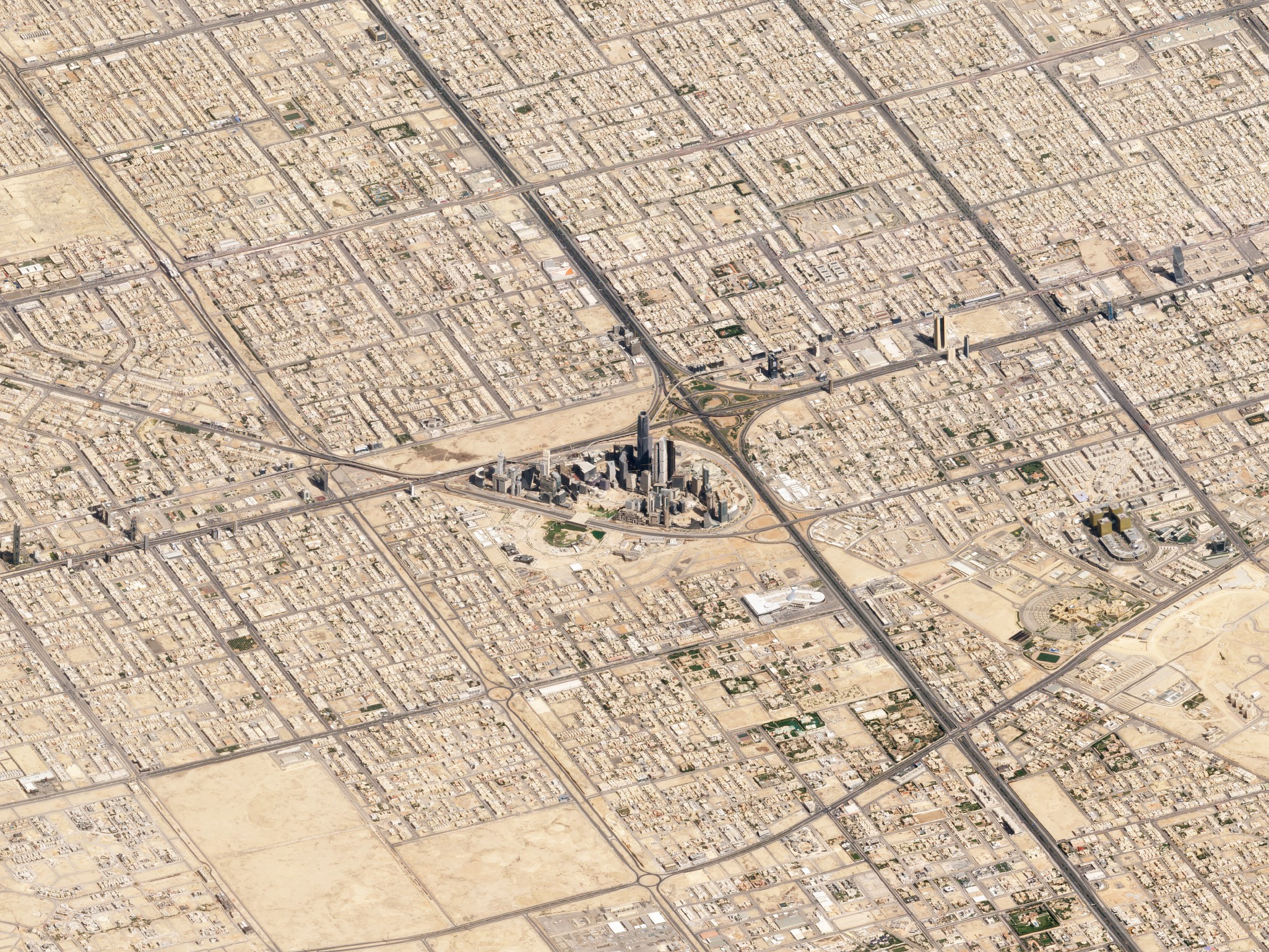
Imagem de satélite de Riade

Riade é dividida em 15 municípios, sendo que alguns distritos estão inseridos em mais de um município.[carece de fontes?]
Esses municípios são: Al-Shemaysi, Irqah, Al-Ma'athar, Al-Olayya, Al-Aziziyya, Al-Malaz, Al-Selayy, Nemar, Al-Neseem, Al-Shifa, Al-'Urayja, Al-Bat'ha, Al-Ha'ir, Al-Rawdha, and Al-Shimal ("O Norte").Embora a Autoridade de Desenvolvimento de Riade conduza projetos em Al-Diriyah, administrativamente, Al-Diriyah é uma cidade à parte, fora do Município de Riade, sendo a sede de sua própria governadoria. Segundo o site da Câmara Municipal de Riade, a cidade possui mais de 130 distritos
Exemplos de alguns dos principais distritos de Riade:
- Al-Bat'ha[13]
  - Adira (Velha Riade)
  - Mi'kal
  - Manfuha
  - Manfuha Al-Jadidah (منفوحة الجديدة – "Nova Manfuha")
  - Al-'Oud
  - Margabe
  - Salam
  - Jabra
  - Iamama
  - 'Otayyigah

- Al-'Olayya & Sulaymaniyyah[14]
  - Al-'Olayya
  - Suleimânia
  - Al Izdihar
  - Distrito Rei Fade
  - Al-Masif
  - Al-Murooj
  - Al-Mugharrazat
  - Al-Wurood

- Nemar[13]
  - Nemar
  - Dharat Nemar
  - Tuwaiq
  - Hâmeza
  - Deerab

- Irqah[8]
  - Irqah
  - Al-Khozama

- Quarteirão Diplomático

- Al-Shemaysi[15]
  - Al-Shemaysi
  - Eleyshah
  - Al-Badi'ah
  - Syah
  - Nassíria
  - Umm Sleym
  - Al-Ma'athar
  - Umm Al-Hamam (Leste)

- Al-Ma'athar[16]
  - Al-Olayya
  - Al-Nakheel
  - Universidade Rei Saúde (campus)
  - Umm Al-Hamam (East)
  - Umm Al-Hamam (West)
  - Al-Ma'athar Al-Shimali ("Ma'athar Norte")
  - Al-Rahmaniyya
  - Al-Muhammadiyya
  - Al-Ra'id

- Al-Ha'ir[8]
  - Al-Ha'ir
  - Al-Ghannamiyyah
  - Uraydh

- Al-'Aziziyyah[17]
  - Ad Dar Al Baida
  - Taybah
  - Mançoria

- Al-Malaz[18]
  - Al-Malaz
  - Al-Rabwah
  - Jarir
  - Al-Murabba'

- Al-Shifa[19]
  - Al-Masani'
  - Al-Shifa
  - Mançoria
  - Al-Marwah

- Al-Urayja[20]
  - Al-Urayja
  - Al-Urayja Al-Wusta ("Mid-Urayja")
  - Al-Urayja (Oeste)
  - Shubra
  - Dharat Laban
  - Hijrat Laban
  - Suaidi
  - Suaidi (Oeste)
  - Sultana

- Al-Shemal[21]
  - Al-Malga
  - Al-Sahafa
  - Hittin
  - Al-Wadi
  - Algadir
  - Imam Muhammad ibn Saud University(campus)
  - Cairuão
  - Al-Aqiq

- Al-Naseem[22]
  - Al-Naseem (Leste)
  - Al-Naseem (Oeste)
  - As-Salam
  - Al-Manar
  - Al-Rimayah
  - Al-Nadheem
  - Al-Rayyan

- Al-Rawdhah[8]
  - Al-Rawdhah
  - Cadésia
  - Al-M'aizliyyah
  - Al-Nahdhah
  - Gharnatah (Granada)
  - Qortubah (Cordoba)
  - Al-Hamra
  - Al-Qouds

- Al-Selayy[23]
  - Al-Selayy
  - Ad Difa'
  - Al Iskan
  - Khashm Al-'Aan
  - Al-Sa'adah
  - Al-Fayha
  - Al-Manakh

Olaya é o coração comercial da cidade, com lojas, restaurantes, entretenimento e opções de compras. O Center Kingdom, Al Faisalyah e a Al-Tahlya Street são os marcos mais proeminentes da área.[carece de fontes?]

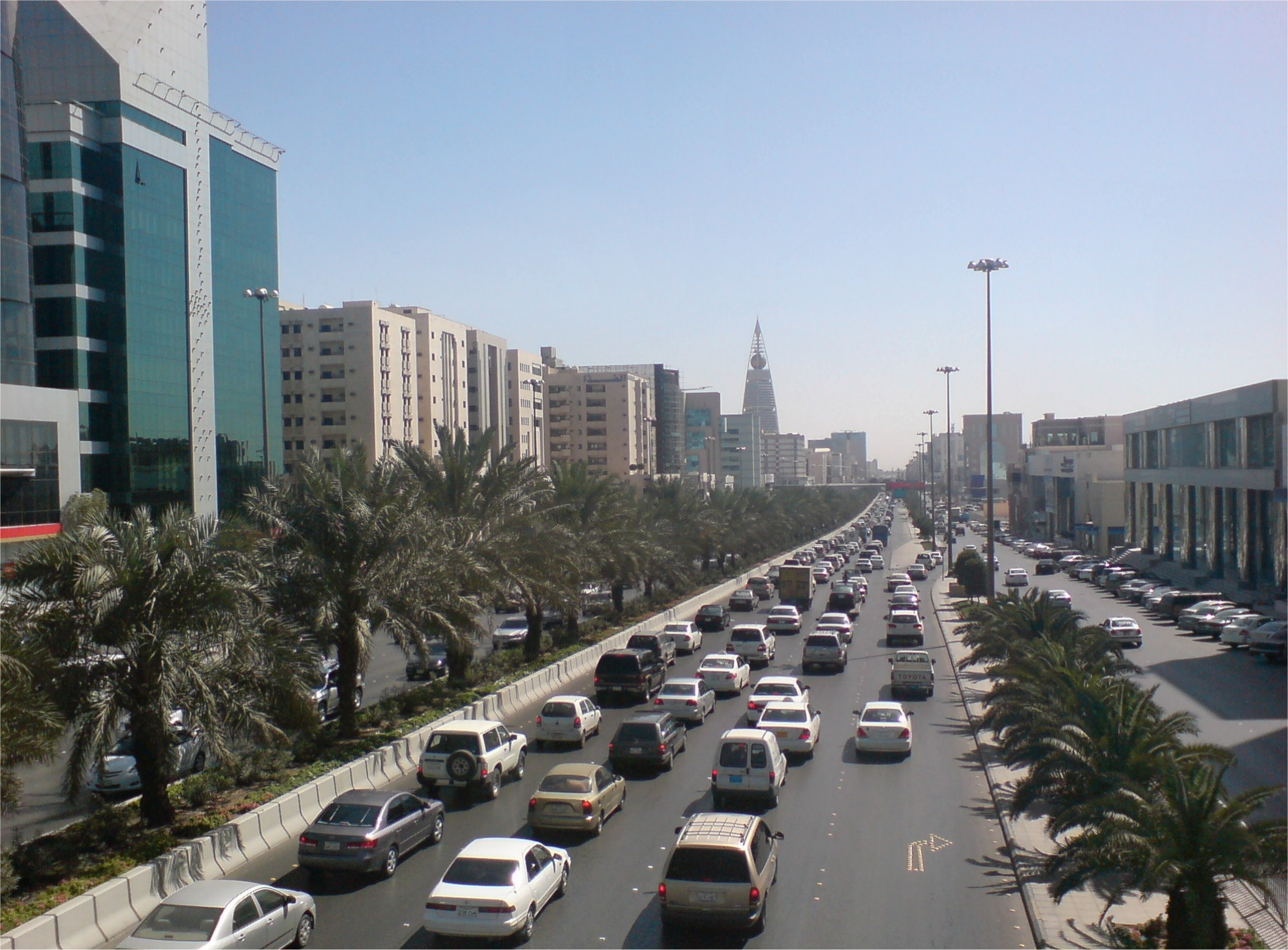
King Fahd Road, no centro da cidade

O quarteirão Diplomático, DQ como é popularmente conhecido, é lar de embaixadas estrangeiras e organizações internacionais, bem como estruturas residenciais e shopping centers. Com jardins exuberantes e numerosas instalações desportivas, é também uma das áreas mais verdes da cidade. É especialmente conhecida por sua arquitetura fina, e é considerado um modelo para outras cidades islâmicas em todo o mundo.[carece de fontes?]
Apesar do nome, os privilégios especiais oferecidos no Bairro Diplomático constitui uma questão controversa. Todas as leis sauditas devem ser obedecidas e há patrulhas ocasionais pelo Mutaween, a polícia religiosa saudita. No entanto, aos diplomatas estrangeiros e suas famílias são permitidos certos privilégios e não é muito raro ver diplomatas estrangeiros e suas esposas passeando nas ruas da DQ, de bermudas e camisas de manga curta.[carece de fontes?]

## Economia
Riade tem experimentado um forte crescimento econômico nas últimas décadas, decorrente da exploração petrolífera nacional e da participação árabe no cenário externo. Além de ser o centro político do país, Riade também a cidade mais desenvolvida no campo econômico e industrial. Desde a descoberta de jazidas de petróleo, o governo saudita têm investido no setor privado através de mecanismos de privatização das indústrias relacionadas a comunicação, entre outras.[carece de fontes?]
Outro fator que contribui pesado para o crescimento econômico de Riade é o Aeroporto Internacional Rei Khalid, que também pode abrigar programas de lançamento de ônibus espaciais da NASA.[carece de fontes?]

## Cultura

### Esportes
O futebol é o esporte mais popular da cidade, a cidade possui quatro grandes times do esporte, o Al-Hilal fundado em 1957 é o maior campeão do Campeonato Saudita de Futebol com 15 títulos, o Al-Nasr fundado em 1955 conquistou 7 títulos, o Al-Shabab fundado em 1947 conquistou 6 títulos e o Al-Riyadh fundado em 1954.[carece de fontes?]
O principal estádio da cidade é o Estádio Internacional Rei Fahd com capacidade para 67 mil pessoas, já sediou a Copa das Confederações por três vezes e a final da Copa do Mundo FIFA Sub-20 de 1989, o outro estádio da cidade é o Estádio Príncipe Faisal bin Fahd com capacidade para 22 mil pessoas.
Outras instalações incluem o GPYW Indoor Stadium, que já sediou a Copa Asiática de Basquetebol e a Pista de Corrida Rei Abdulaziz que recebe corridas de cavalo.[carece de fontes?]